# Eualloea subbifasciata
Eualloea subbifasciata là một loài bướm đêm trong họ Geometridae.